# Poggio Bracciolini

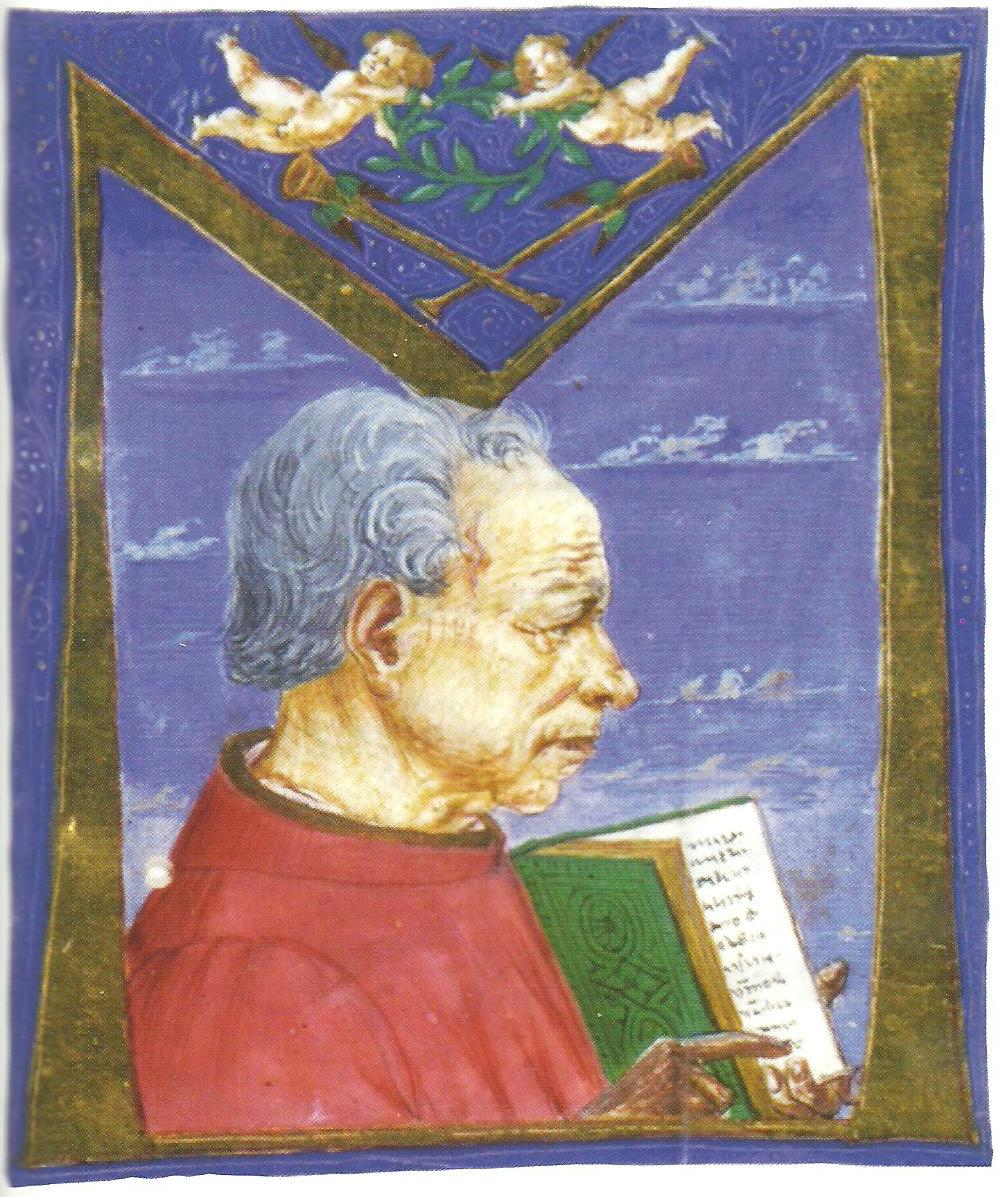
Bracciolini arcképe a Vatikáni Apostoli Könyvtárban őrzött kéziratról

Giovanni Francesco Poggio Bracciolini, felvett neve: Poggius Florentinus (Terranuova (Firenze mellett) ma: Terranuova Bracciolini, 1380. február 11. – Firenze, 1459. október 30.) itáliai humanista, a Firenzei Köztársaság kancellárja.

## Életpályája
Poggio Bracciolini 1380. február 11-én született Terranuovában, mely ma a Terranuova Bracciolini nevet viseli. Tanulmányait Arezzóban kezdte, majd Firenzében folytatta. Már fiatalon, 1404-ben pápai titkár lett, kezdetben Landolfo Maramori, Bari püspökének szolgálatában, majd különféle írnoki, diplomáciai és titkári feladatokat látott el.
1414-ben elkísérte XXIII. János ellenpápát a konstanzi zsinatra. Innen Henry Beaufort bíbornok, winchesteri püspökkel néhány évre Angliába ment, ahonnan 1423-ban visszatért Rómába. Ettől fogva ismét tizenegy éven át állt a Római Kúria szolgálatában. Ekkor elhagyva a pápai székhelyt és szülőhelyére költözött, ahol közel tizenkilenc évet töltött csendes tudományos munkássággal. 7
1453-ban a Firenzei Köztársaság kancellárja lett, amely állásában halála napjáig meg is maradt. Bracciolini a klasszikus műveltség újjáéledésének tett jelentős szolgálatokat, különösen mint ókori írók kéziratainak felfedezője, ugyanis ő volt az, aki egyebek közt a Sankt Gallenben a kolostor egyik tornyában megtalálta Quintilianus Institutio oratoriá-jának (Szónoklattanának) hiánytalan másolatát, Valerius Flaccus Argonautica című eposzának több könyvét, ő akadt rá 1415-ben Clunyban és Langres-ban Cicero tíz beszédére, Silius Italicus Punica című művére, stb. 1417-ben egy több kolostori könyvtárra (Sankt Gallen, Einsiedeln, Reichenau, Fulda, Köln) kiterjedő expedíciónak köszönhetően került napvilágra többek közt Vegetius antik hadtudományi műve, Silius Italicus pún háborúkról irt eposza, Manilius csillagászattal foglalkozó eposza, Lucretius A természetről szóló didaktikus-bölcseleti eposza, Statius Erdők című verseskötete, valamint Ammianus Marcellinus és Tertulianus munkái. 
Nagy szorgalommal javította a klasszikusok szövegét és gyűjtött ókori műtárgyakat is. Vespasiano da Bisticci, Poggio egyik korai életrajzírója valóságos héroszként ünnepli a kéziratokat mániákusan kutató Poggiót, s ostorozva a szerzetesi felelőtlenséget, leír egy olyan epizódot is, mely szerint Cicero művei egy helyütt egyenesen a szemétből kerültek elő. 1417-ben Franciaországban többek közt újabb fontos Cicero-beszédeket talál, felfedez egy újabb ismeretlen Quintilianust, megleli Columella művét a mezőgazdaságról.

## Művei

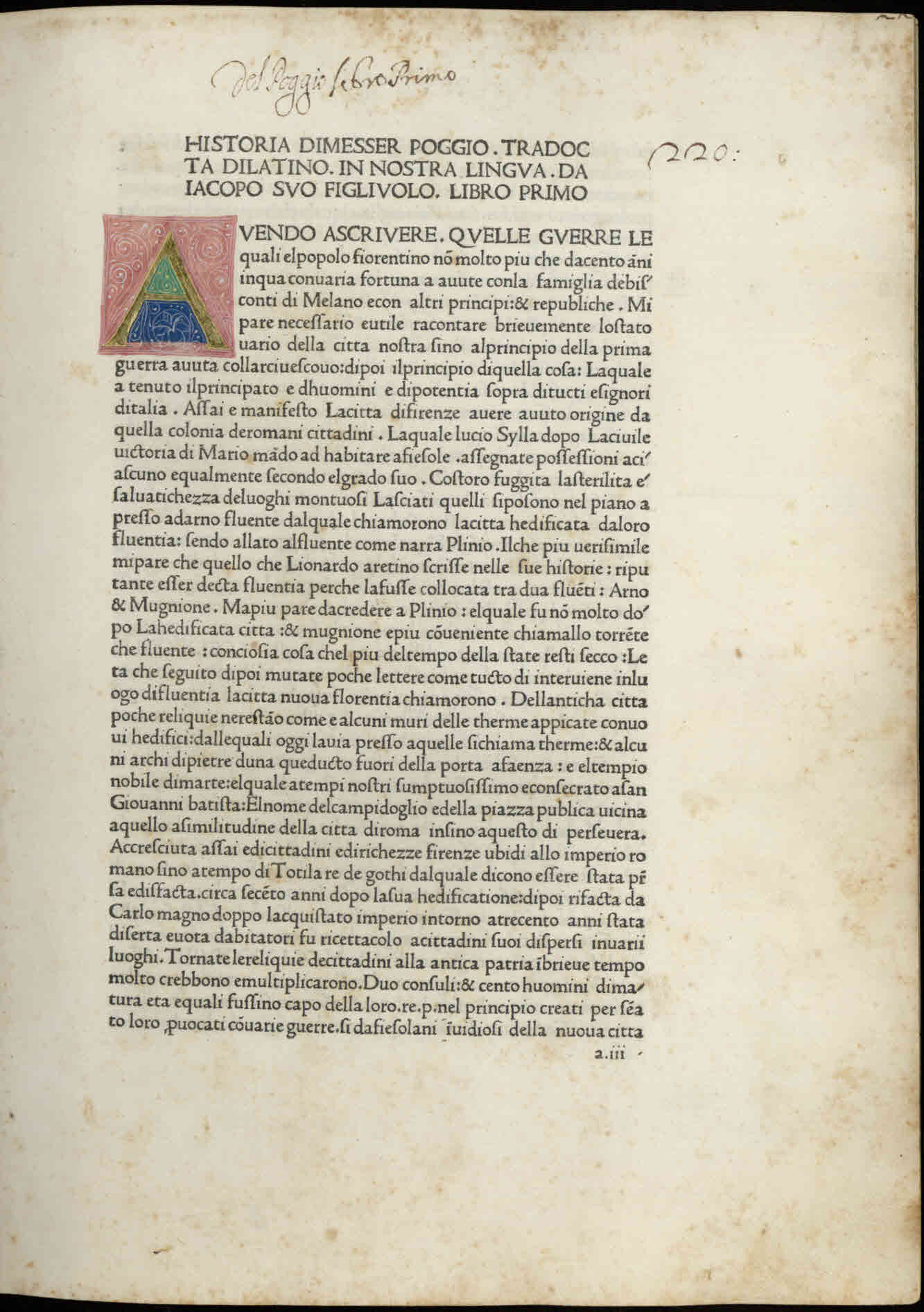
Historia Florentina, 1478

Latinul alkotott. Számos episztolát és dialógust írt, közzétett egy kötet adomát (Liber Facetiarum címen), és megírta Firenze 1350–1455 közötti történetét, amelyen 1453-tól 1459. október 30-án bekövetkezett haláláig dolgozott. Rómában V. Márton pápa szolgálatában Poggio irói vénája is megnyilvánult: dialogizált értekezéseket ír nagyrészt Cicero modorában, de merőben eredeti tárgykezeléssel és rendkívül eleven stílusban. De avaritia (A fösvénységről) című, 1428-ban irt dialógusa ragyogó példája a látásmódok sokféleségének teret engedő, befogadó stílusnak, a pazar, tudós argumentációnak és a narráció feszültségének fenntartása is elsőrangú. Az obszerváns szerzetesek ellen irányuló műben az Elméncségekből is jól ismert Antonio Loschi és Cencio Romano, valamint Bartolomeo de Montepulciano és a teológus Andrea da Constantinopoli beszélgetnek.
A jelentősebb, 1431 és 1448 között irt De varietate fortunae (A szerencse forgandóságáról) egyszerre filozófiai és vallásbölcseleti munka: a pusztulás, az idő, az istenek bosszúja, a nagy kultúrák, köztük Róma bukása mind-mind olyan témát szolgáltat a szerzőnek, mely nemcsak szintetizálni tudja a bibliai és az antik világképet, hanem minden egyes izében allegorizálható is. Seneca, Horatius, Vergilius, Cicero vagy Ovidius nézetei kerülnek a Szodoma és Gomorra, Ninive, Jerikó vagy Babilon sorsát elmesélő bibliai passzusok és Szent Ágoston vagy épp Szent Jeromos felvetései mellé.
De nobilitate (A nemességről) című dialógusa egyike legcsiszoltabb bölcseleti munkáinak. A humanista műveltségeszmény védelmezése mellett Poggio részben itt, és De infelicitate principum (A fejedelmek boldogtalanságáról) című dialógusában (melyben a beszélők közt találjuk többek közt Cosimo de Medicit is) még inkább azt az Elméncségekből is jól ismert problémát tárgyalja, mely a műpártolás és a mecenatúra mellett az értékfelismerés, a tehetségfelkarolás dimenzióit érinti. A humanisták szellemi köztársaságában a nemesség nem származási vagy vagyonkategória, hanem a tudás révén megképződő virtus megbecsülése és felmagasztalódása.
Contra Hypocritas (A képmutatók ellen) című műve különösen azért emelkedik ki, mert Poggio szatirikus tehetsége talán itt a legerőteljesebb: Francesco Accolti, Carlo Marsuppini és egy apát, Girolamo Aliotti beszélgetnek a kolduló rendek és a szerzetesi létesztétika életszentségéről.
A De miseria humanae conditionis (Az emberi lét nyomorúságáról) című alkotás valóságos esszé, mely Konstantinápoly bukásával hozza közös nevezőre az ember esendőségét és létszorongatottságát.
Megjegyzendő még, hogy Poggio kimagasló műfordító volt: görögből latinra ültette át többek közt Aiszóposz 33 meséjét, elkezdte Xenophón Kürosz nevelkedésének a fordítását, és Lukianosz néhány szövegét is sikerrel ültette át.

## Magyarul
- Pajkos történetek; bev., ford. Roboz Andor; Rózsavölgyi, Budapest, 1936 (Magyar Elzevirek) – hasonmásban: 1990
- Elméncségek. Reneszánsz egypercesek; ford., utószó Csehy Zoltán; Kalligram, Pozsony, 2009